# Železniční trať Zvolen–Vrútky
Železniční trať Zvolen–Vrútky je železniční trať na Slovensku. Spojuje Zvolen s Martinem a Vrútkami na hlavní trati Košice–Žilina.

## Historie
Původní trať Zvolen – Vrútky byla součástí železnice Budapest – Salgótarján – Lučenec – Zvolen – Vrútky (propojení s Košicko-bohumínskou železnicí), která byla zprovozněna 12. srpna 1872. Úvahy o propojení Zvolenu s Košicko-bohumínskou železnicí přes Ružomberok nebo Harmanec se nerealizovaly kvůli vysokým nákladům. Proto byla vybrána varianta vedoucí přes Kremnici.
Úsek mezi Zvolenem a Banskou Bystricou byl zařazen mezi tratě druhé třídy a zprovozněn 3. září 1873. Spojení Banské Bytrice s Turcem bylo na dlouhé roky neaktuální. K realizaci propojení tratí, vedoucích Pohroním a Turcem se přistoupilo až v meziválečném období, kdy se začala budovat tzv. středoslovenská transverzála – spojnice Nitry resp. Trenčína přes Prievidzu, Handlovou, Dolnú Štubňu, Banskou Bystricu a Margecany s Košicemi.
V roce 1931 byla zprovozněna železniční trať Handlová – Horná Štubňa, spojující regiony Ponitrie a Turiec a v roce 1936 trať Červená Skala – Margecany, která sa napojovala na trať Žilina – Košice. Po ukončení těchto úsekov v roku 1936 začala výstavba posledního úseku Banská Bystrica – Dolná Štubňa, která měla propojit už existující tratě.
Na stavbě trati pracovalo až 12 340 dělníků (maximum z roku 1938). Během celé doby stavby došlo k 35 smrtelným a 492 těžkým úrazům.
V úseku mezi Banskou Bystricí a Čremošným trať prochází 22 tunely, z nichž poslední, Čremošnianský tunel, je nejdelším ve slovenské i bývalé československé železniční síti.